# دزدمونا ۶۶۶
سیارک ۶۶۶ (به انگلیسی: 666 Desdemona، نامگذاری:1908DM) ششصد و شصت و ششمین سیارک کشف شده‌است که در ۲۳ ژوئیه ۱۹۰۸ و در هایدلبرگ کشف شد.
قدر مطلق سیارک برابر ۱۰٫۹۰ است.